# Steffi von Wolff
Steffi von Wolff (* 8. März 1966 in der Nähe von Frankfurt am Main) ist eine deutsche Autorin und Journalistin.

## Leben und Wirken
Nach einer Ausbildung zur Hotelkauffrau begann sie 1991 beim Hessischen Rundfunk zunächst als Redaktionsassistentin, später als Reporterin, Moderatorin und Redakteurin bei hr3. 1998 wechselte sie zur Jugendwelle hr XXL (jetzt You FM).
Während ihrer Radiozeit begann sie mit dem Schreiben. Ihr erster Roman Fremd küssen erschien im Juli 2003 beim Fischer Taschenbuch Verlag und wurde innerhalb von zwei Monaten über 50.000 mal verkauft. Es folgten Glitzerbarbie (September 2004), ReeperWahn (Mai 2005) und Die Knebel von Mavelon (März 2006). Im Delius Klasing Verlag erschien im Januar 2005 der Segelroman Aufgetakelt. Im Juni 2008 erschien ihr nächster Roman Rostfrei. Genau ein Jahr später erschien ihr bereits sechster Roman Gruppen Ex.
Steffi von Wolff arbeitet freiberuflich für diverse Magazine und TV-Produktionsfirmen. Seit 2002 wohnt sie mit ihrer Familie in Hamburg.

## Bibliographie
- Fremd küssen. Fischer Taschenbuch Verlag, Frankfurt am Main 2003, ISBN 3-596-15832-X.
- Gliterzbarbie. Fischer Taschenbuch Verlag, Frankfurt am Main 2004, ISBN 3-596-16077-4.
- ReeperWahn. Fischer Taschenbuch Verlag, Frankfurt am Main 2005, ISBN 3-596-16588-1.
- Aufgetakelt. Delius Klasing Verlag, Bielefeld 2005, ISBN 3-7688-1633-8.
- Die Knebel von Mavelon. Fischer Taschenbuch Verlag, Frankfurt am Main 2006, ISBN 3-596-16701-9.
- Rostfrei. Fischer Taschenbuch Verlag, Frankfurt am Main 2008, ISBN 978-3-596-16589-6.
- Susanne Halbleib (Hrsg.): Danke, Herrin. In Trockensümpfe: Lauter befriedigende Geschichten. Fischer Taschenbuch Verlag, Frankfurt am Main 2008, ISBN 978-3-596-18427-9.
- Gruppen-Ex. Fischer Taschenbuch Verlag, Frankfurt am Main 2009, ISBN 978-3-596-17161-3.
- Saugfest. Fischer Taschenbuch Verlag, Frankfurt am Main 2010, ISBN 978-3-596-18595-5.
- Ausgezogen. Rowohlt Taschenbuch Verlag, Reinbek bei Hamburg 2010, ISBN 978-3-499-21536-0.
- Ausgebucht. Rowohlt Taschenbuch Verlag, Reinbek bei Hamburg 2011, ISBN 978-3-499-21573-5.
- Sünje Redies (Hrsg.): Geliebte. Weihnachten. In Lustig, lustig, tralalalala: Weihnachtsgeschichten zum Lachen. Rowohlt Taschenbuch Verlag, Reinbek bei Hamburg 2011, ISBN 978-3-499-25497-0.
- als Hrsg.: Liebe macht doof: Geschichten durch die rosa Brille. Fischer Taschenbuch Verlag, Frankfurt am Main 2011, ISBN 978-3-596-18710-2.
- Uta Rupprecht (Hrsg.): Wenn der August kommt. In Immer schön cool bleiben: Das Brigitte-Sommerlesebuch. Diana Verlag, München 2011, ISBN 978-3-453-35577-4.
- Ausgelacht. Rowohlt Taschenbuch Verlag, Reinbek bei Hamburg 2012, ISBN 978-3-499-21615-2.
- Mundgeblasen: Die nackte Wahrheit über echten Sex. Fischer Taschenbuch Verlag, Frankfurt am Main 2012, ISBN 978-3-596-19133-8.
- Sechs Richtige. Rowohlt Taschenbuch Verlag, Reinbek bei Hamburg 2013, ISBN 978-3-499-21674-9.
- Diese Woche ist nicht mein Tag: Was uns täglich irre macht. HarperCollins Germany, Hamburg 2015, ISBN 978-3-95649-201-3.
- Später hat längst begonnen. Fischer Taschenbuch Verlag, Frankfurt am Main 2017, ISBN 978-3-596-17160-6.
- Perfekt sein muss nur, wer sonst nichts kann: Lockerungsübungen für Frauen ab 50. Knaur, München 2018, ISBN 978-3-426-78975-9.
- Hafenkino: Mein Mann, seine Alte und ich. Delius Klasing Verlag, Bielefeld 2018, ISBN 978-3-667-11274-3.
- Her mit dem schönen Leben. Planet Girl Verlag, Stuttgart 2019, ISBN 978-3-522-50594-9.
- Das legt sich wieder. Knaur, München 2020, ISBN 978-3-426-52417-6.
- Fräuleinwunder: Goldene zeiten. Lübbe, Köln 2022, ISBN 978-3-7857-2798-0.
- mit Matthias Jung: Erziehungsstatus kompliziert: Pubertät im Anmarsch. Edel Books, Hamburg 2022, ISBN 978-3-8419-0792-9.
- Die Frau von der Davidwache: Hoffnungsschimmer. Lübbe, Köln 2023, ISBN 978-3-7857-2863-5.

eBooks
- Ausgepackt: Und andere Weihnachtsgeschichten. dotbooks Verlag, München 2015, ISBN 978-3-95824-423-8.
- Angemacht: Und andere prickelnde Geschichten. dotbooks Verlag, München 2015, ISBN 978-3-95824-359-0.